# Untermettenbach

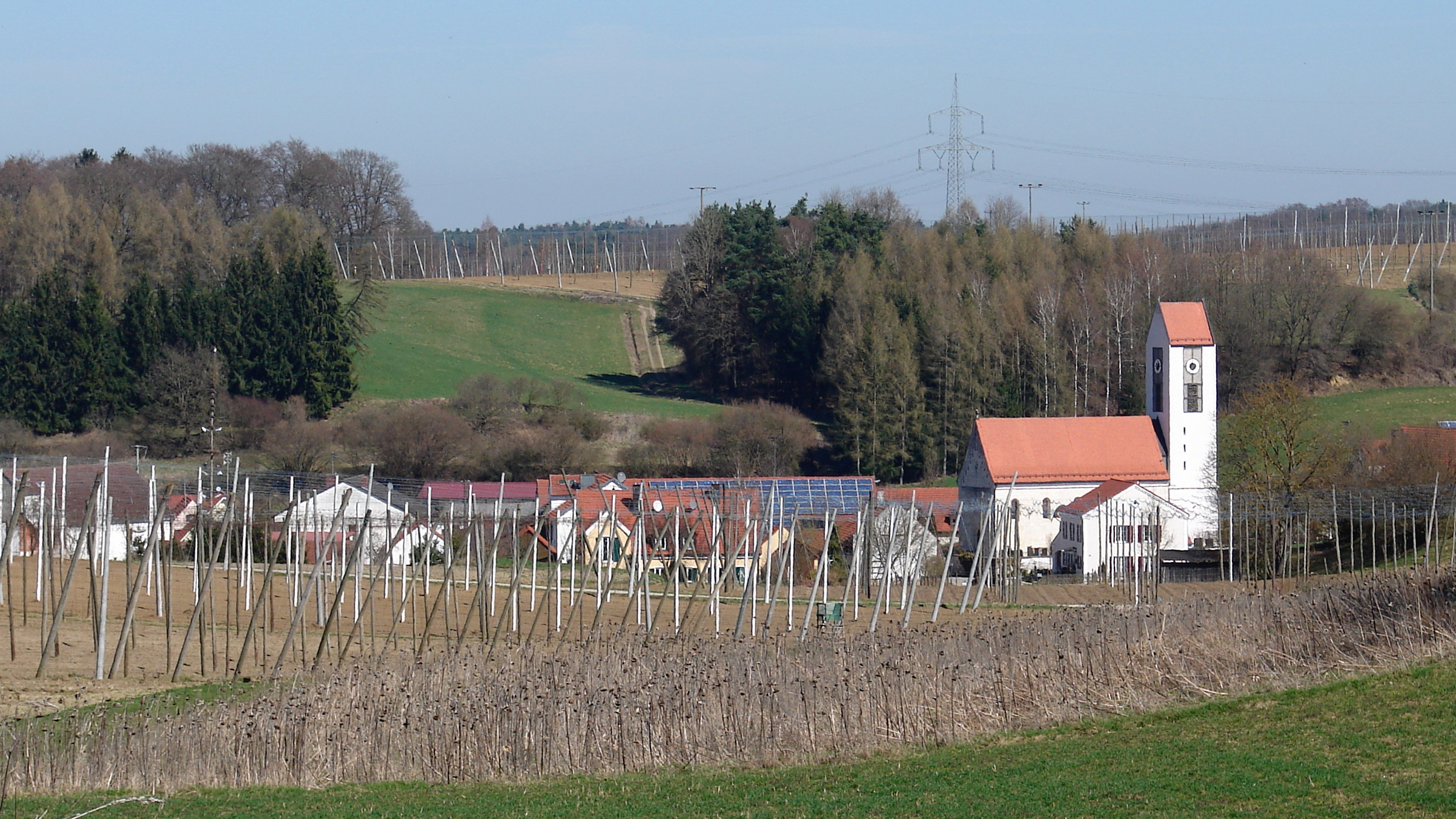
Blick auf Untermettenbach

Untermettenbach ist ein Kirchdorf in der Hallertau und Ortsteil der Stadt Geisenfeld im oberbayerischen Landkreis Pfaffenhofen an der Ilm und zählte im Jahr 2024 224 Einwohner.

## Geographie
Untermettenbach liegt etwa fünf Kilometer südöstlich des Stadtkerns von Geisenfeld.

## Geschichte
Erstmals wurde Untermettenbach um das Jahr 1130 urkundlich erwähnt. Es war der Herrensitz der Edlen von Mettenbeck.
Die Eingemeindung in die Stadt Geisenfeld erfolgte am 1. Juli 1971. Zur ehemaligen Gemeinde Untermettenbach gehörte der Ortsteil Obermettenbach und die Einöde Ziegelstadel.

## Bauwerke
- Filialkirche St. Johannes der Täufer

Deren Kirchturm stürzte 1997 bei Bauarbeiten ein, wurde bis 2004 wiederaufgebaut und im selben Jahr erneut geweiht.

## Wirtschaft
Untermettenbach ist eine ländlich geprägte Ortschaft mit vielen Bauernhöfen.

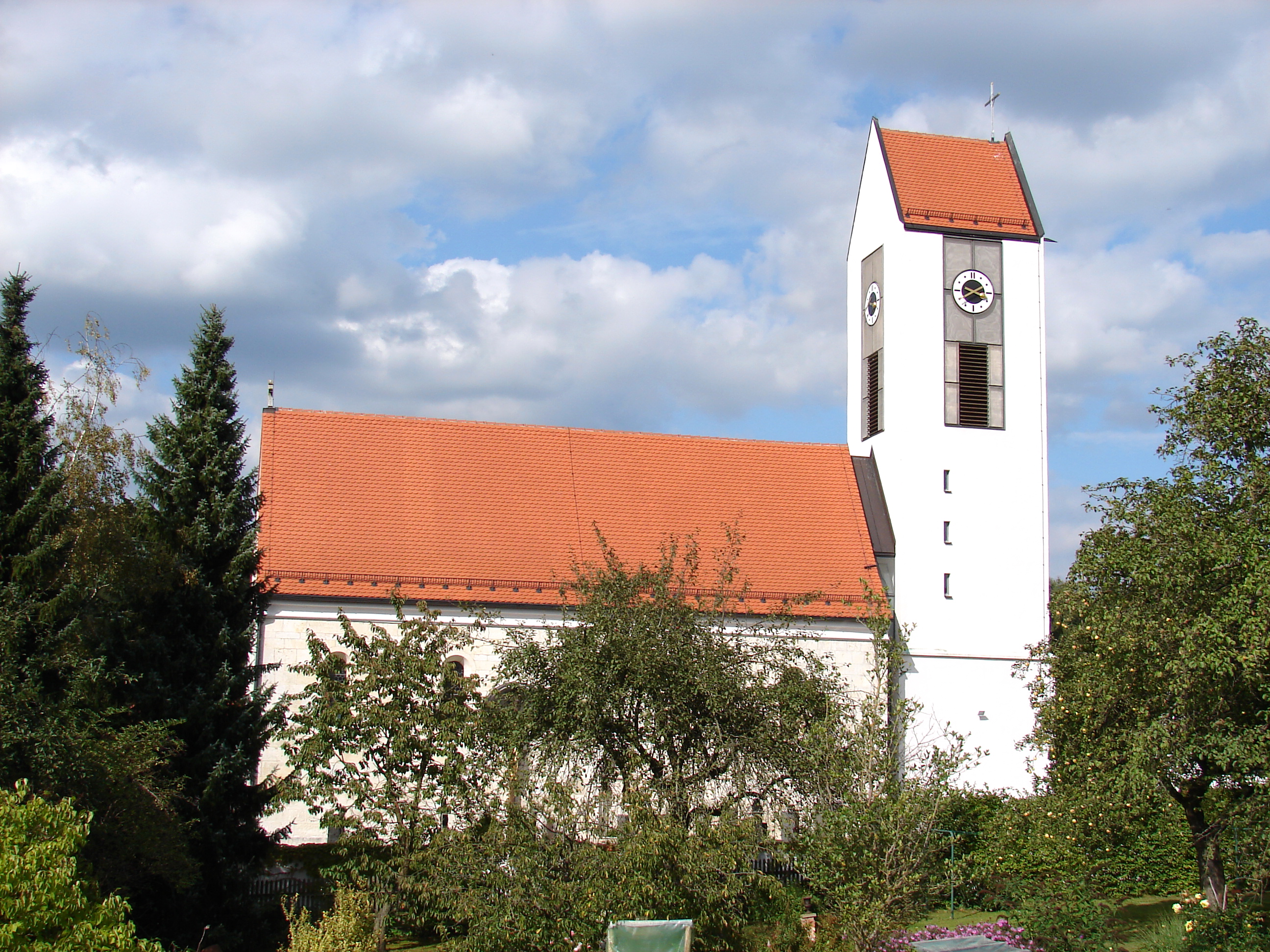
St. Johannes der Täufer mit wiederaufgebauten Kirchturm
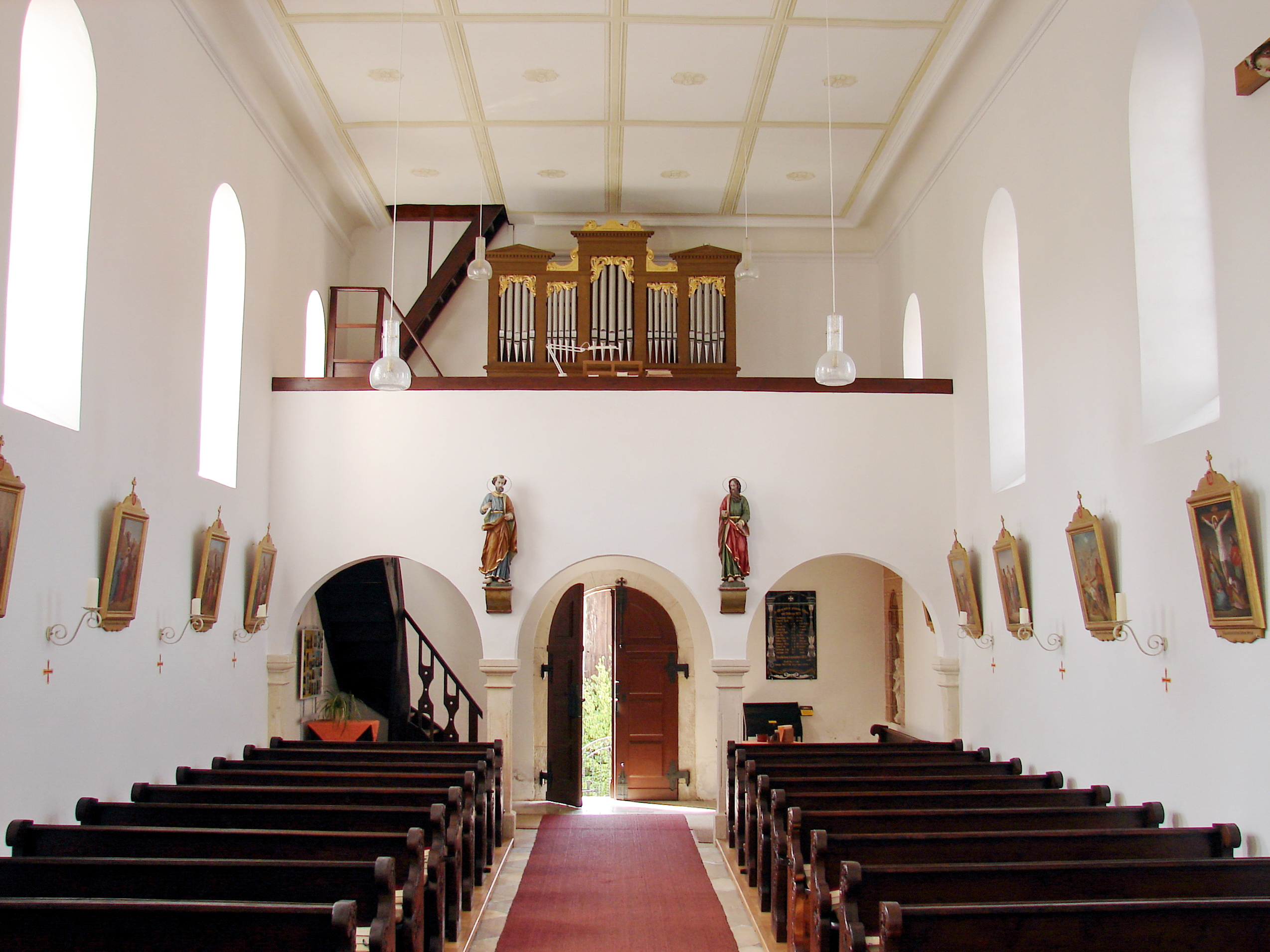
Filialkirche St. Johannes der Täufer: Innenraum

## Vereine
- Freiwillige Feuerwehr Unter-/Obermettenbach